# Аугуст, Билле
Билле Аугуст (дат. Bille August; род. 9 ноября 1948, Бреде, Люнгбю-Торбек, Дания) — датский кинорежиссёр, многократный лауреат различных фестивалей и кинопремий, двукратный лауреат «Золотой пальмовой ветви» Каннского кинофестиваля.

## Биография
Билле Аугуст закончил две киношколы — в Стокгольме (1971) и Копенгагене (1973). Работать в кино начал в качестве оператора в конце 1970-х. Первый собственный фильм «Медовый месяц» поставил в 1978 году и сразу получил датскую национальную кинопремию «Бодил» в номинации «лучший датский фильм». После этого снял ещё несколько фильмов как оператор и поставил телефильм Maj. В 1983 и 1984 годах поставил два фильма по произведениям датского писателя Бьярне Ройтера — «Заппа» (1983) и «Мир Бастера» (1984).
В 1987 году фильм Аугуста «Пелле-завоеватель» по роману Мартина Андерсена-Нексе был показан в основном конкурсе Каннского фестиваля и получил главный приз — «Золотую пальмовую ветвь». Позже этот же фильм получил и «Оскар» за лучший фильм на иностранном языке. Каннский успех был повторён в 1992 году, когда «Золотой пальмовой ветви» был удостоен фильм Аугуста «Благие намерения». Таким образом, Билле Аугуст стал третьим (после Альфа Шёберга и Фрэнсиса Форда Копполы) режиссёром, дважды получавшим главный приз фестиваля в Каннах (после Аугуста это достижение повторили Эмир Кустурица, Сёхэй Имамура, братья Дарденн и Михаэль Ханеке).
После этого Аугуст отправился в Голливуд, но ни один его фильм там не имел такого успеха, как ранние картины. Тем не менее, он поставил такие фильмы, как «Отверженные» (1998, экранизация романа Виктора Гюго) и «Прощай, Бафана» (2007). 23 сентября 2011 года он объявил, что открыл свою киностудию в Ханчжоу (КНР).

## Фильмография
- 1978 — Медовый месяц / Honning måne
- 1983 — Заппа / Zappa
- 1984 — Мир Бастера / Busters verden
- 1984 — Верность, надежда и любовь / Tro, håb og kærlighed
- 1987 — Пелле-завоеватель / Pelle erobreren
- 1992 — Благие намерения / Den Goda viljan
- 1993 — Дом духов / The House of the Spirits
- 1996 — Иерусалим / Jerusalem
- 1997 — Снежное чувство Смиллы / Smilla’s Sense of Snow
- 1998 — Отверженные / Les Misérables
- 2001 — Песня для Мартина / En Sång för Martin
- 2004 — Вернуть отправителю / Return to Sender
- 2007 — Прощай, Бафана / Goodbye Bafana
- 2007 — У каждого своё кино / Chacun son cinéma — эпизод «Последнее свидание»
- 2012 — Жена художника / Marie Krøyer
- 2013 — Ночной поезд до Лиссабона / Night Train to Lisbon
- 2017 — Китайская вдова / The Chinese Widow
- 2017 — 55 шагов / 55 Steps
- 2018 — Счастливчик Пер / Lykke-Per
- 2022  —  Поцелуй / Kysset

## Награды
- 1979 — премия «Бодил» за лучший датский фильм (за фильм «Медовый месяц»)
- 1987 — «Золотая пальмовая ветвь» Каннского кинофестиваля (за фильм «Пелле-завоеватель»)
- 1987 — премия «Оскар» за лучший фильм на иностранном языке (за фильм «Пелле-завоеватель»)
- 1988 — премия «Бодил» за лучший датский фильм (за фильм «Пелле-завоеватель»)
- 1992 — «Золотая пальмовая ветвь» Каннского кинофестиваля (за фильм «Благие намерения»)
- 2007 — Приз мира Берлинского кинофестиваля (за фильм «Прощай, Бафана»)